# علی‌اکبر حکیمی
علی‌اکبر حکیمی (زاده حدود ۱۲۶۲ خورشیدی در تبریز) نخستین وزیر کشاورزی ایران بود.
خانواده حکیمی از بروجرد به تبریز مهاجرت کرده و وارد خدمت مظفرالدین میرزا ولیعهد شده بودند. پدرش میرزا ابوالحسن حکیم‌باشی، پزشک مخصوص مظفرالدین میرزا بود. دو ساله بود که پدرش درگذشت و سمت او به عمویش میرزا محمود خان رسید. 
چند سالی در دارالفنون درس خواند و در ابتدای مشروطیت وارد وزارت فوائد عامه شد.  مراحل ترقی را در آن وزارتخانه پیمود تا اینکه در سال ۱۳۰۹ این وزارتخانه منحل و به دو وزارت‌خانه طرق و شوارع و اقتصاد ملی تقسیم شد و او به وزارت اقتصاد ملی رفت. در خرداد ۱۳۱۰ وزارت اقتصاد ملی به سه اداره کل تجارت، صناعت و فلاحت تقسیم شد، مهدی‌قلی هدایت نخست وزیر ریاست اداره فلاحت را که مستقیم زیر نظر خودش اداره می‌شد و حق حضور در هیئت دولت نیز داشت، به حکیمی سپرد. اما حکیمی بیش از یک سال در این مقام نماند و کنار رفت.
در شهریور ۱۳۲۰ و با اشغال ایران که محمدعلی فروغی نخست وزیر شد، اداره کل کشاورزی را وزارت‌خانه کرد و پنج روز پس از کناره‌گیری رضاشاه حکیمی را به عنوان نخستین وزیر این وزارتخانه به مجلس شورای ملی معرفی کرد. او تا هنگامی که فروغی در اسفند آن سال کابینه خود را برای آخرین بار تمدید کرد، این سمت را عهده‌دار بود.
علی‌اکبر حکیمی کوچکترین برادر ابراهیم حکیمی (حکیم‌الملک) بود که در دوران محمدرضا شاه پهلوی به نخست وزیری رسید.
علی اکبر حکیمی از تاریخ 21/03/1312 لغایت 01/07/1312 به مدت سه ماه و ده روز عضو هیات مدیره بانک فلاحتی و صنعتی ایران بود که بعد ها با تغییر نام های متعدد به بانک کشاورزی تغییر نام یافت. 